# Museum van de Belgische Brouwers
Het Museum van de Belgische Brouwers is een museum in Brussel.

## Presentatie
Er is onder meer een Hoegaardense brouwerij uit de 18e eeuw te zien en via multimediatechnieken worden de huidige industriële brouwtechnieken getoond.
Er is allerlei materiaal en ingrediënten te zien, waaronder werktuigen van brouwers, kuipers en smeden, een stoomketel, gistkuip, oude pompen, biertonnen, tapkranen, schenkkannen, bierpotten bierglazen en bierflesjes. 

## Gildehuis
Het museum is gevestigd aan de Grote Markt van Brussel in de kelders van het gildehuis van de Belgische Brouwers. Het beslaat twee ruimtes en een kelderherberg. De naam van het bier dat er getapt wordt, is elke week anders en wordt niet bekendgemaakt.